# Cueta paula
Cueta paula är en insektsart som beskrevs av Hölzel 1983. Cueta paula ingår i släktet Cueta och familjen myrlejonsländor. Inga underarter finns listade i Catalogue of Life.